# Bessie Head
(The Cardinals, introduzione)
Bessie Emery Head (Pietermaritzburg, 6 luglio 1937 – Serowe, 17 aprile 1986) è stata una scrittrice sudafricana naturalizzata botswana, considerata la più importante autrice del suo Paese.

## Vita
Nata in Sudafrica, Bessie Head non conobbe mai la vera madre, troppo malata per allevare una figlia: la piccola fu data in adozione prima a una coppia di genitori bianchi, che però cambiò idea quando scoprì che non si trattava di una bambina bianca, e poi a una coppia meticcia di religione cattolica. A 12 anni fu trasferita alla St. Monica's Home, un collegio anglicano per ragazze meticce. A 14 anni Head fu informata del fatto che i suoi veri genitori erano una donna bianca e un nero. Lasciò la St. Monica's Home a 18 anni e frequentò un corso di laurea per insegnare nelle scuole elementari, che superò con ottimi risultati. Dopo aver insegnato per un paio d'anni si trasferì a Città del Capo, dove diventò l'unica donna reporter del “Golden City Post”, una testata per “non bianchi”. Si iscrisse al PAC (Pan-Africanist Congress), uno dei movimenti che combattevano contro l'apartheid, e nel 1960 fu arrestata. Un tentativo di suicidio, dovuto a una violenza sessuale, e la depressione le fecero condurre una vita ritirata per qualche mese finché non riprese l'attività giornalistica a capo di un piccolo giornale apertamente proafricanista, “The Citizen”. Nel settembre 1961 sposò Harold Head e nel 1962 diede alla luce il figlio Howard. Pubblicò anche un racconto sulle pagine del “The New African”. Nel 1964, quando il matrimonio era ormai fallito, lasciò per sempre il Sudafrica con un permesso di sola uscita ed emigrò a Serowe, in Botswana.
Head cominciò a insegnare in una scuola elementare, ma nel febbraio del 1966 si trasferì nel villaggio di Radisele, sede della Bamangwato Development Association, e per cinque mesi lavorò nella cooperativa agricola dell'associazione. Nel periodo successivo ebbe la sua prima visione divina. Divenuta rifugiata politica nel grande campo profughi di Francistown, nel 1968 tornò a Serowe con il figlio. Si rifiutò di lasciare l'appartamento che le era stato affittato e il proprietario le fece causa in tribunale. Questo episodio provocò alla scrittrice un esaurimento nervoso che rese necessario un breve ricovero in ospedale. Nel 1970 Head entrò di nuovo in depressione e le sue visioni e i suoi incubi divennero più frequenti ed estremi. Nel 1971 colpì una vicina con un pugno e scrisse una denuncia nei confronti del presidente della nazione. Le autorità si dimostrarono comprensive e, dopo un'udienza, la scrittrice fu ricoverata nell'istituto di Lobatse. Nel 1974 concluse Serowe: Village of the Rain Wind, un interessante tentativo di narrazione-documento  pubblicato solo nel 1981 per contrasti con gli editori e decisioni sbagliate dell'autrice. Nel 1974 terminò anche The Collector of Treasures and Other Botswana Village Tales, ma la raccolta fu pubblicata soltanto nel 1977 per motivi analoghi. Queste vicissitudini portarono l'autrice a contrarre debiti per diversi anni.
Nel 1977 Head chiese la cittadinanza botswana, che però le fu negata. La ottenne nel 1979 senza aver fatto un'ulteriore richiesta, grazie ai suoi numerosi viaggi all'estero e al successo di A question of power, un esperimento narrativo senza eguali nella tradizione sudafricana ed europea che trascina il lettore in un rovente magma psichico. A metà degli anni '80 si verificò una dolorosa rottura con il figlio e un divorzio inaspettato dal marito lontano. Head diventò sovrappeso e iniziò a bere. L'autrice morì a Serowe il 17 aprile 1986. Il giorno dopo la sua morte migliaia di documenti (lettere, libri, manoscritti, ritagli di giornale) furono raccolti e inviati al Memorial Museum Khama III, dove sono esposte anche le sue foto, la scrivania e la macchina da scrivere.

## Opere
Bessie Head ha sempre dichiarato di avere un punto di vista universale. Ha rifiutato l'etichetta di scrittrice africana, nera, femminista o rivoluzionaria. Uno dei suoi tratti distintivi, sia nella vita, sia nelle opere, era la capacità di schierarsi dalla parte della gente comune contro i potenti e i politici. Gli scritti di Bessie Head coprono molti aspetti della sua esperienza di meticcia senza famiglia in Sudafrica. I personaggi dei suoi libri, giovani e vecchi, uomini e donne, le permettono di trattare gli stessi temi da prospettive diverse, anche se l'attenzione rimane concentrata sulle lotte e sulle difficoltà della vita nell'Africa coloniale e postcoloniale.
When Rain Clouds Gather (1968) è la storia di Makehaya, che fugge dal Sudafrica e dal suo passato problematico e attraversa il confine diretta in Botswana, nella speranza di una vita pacifica. Nel villaggio di Golena Mmidi incontra Gilbert, un inglese carismatico che cerca di modernizzare i metodi agricoli della comunità. I due personaggi uniscono le loro forze, ma la realizzazione del loro compito incontra diversi ostacoli: l'opposizione da parte del capo corrotto, le pressioni della tradizione e il clima che minaccia tragedie.
Il secondo romanzo scritto da Head, Maru (1971), ha per protagonista Margaret Cadmore, una giovane donna che appartiene a un gruppo etnico discriminato dai bantu del Botswana e che viene cresciuta e istruita da una missionaria inglese di cui prenderà il nome. L'opera è ricca di elementi autobiografici, ma priva della crudezza della realtà nei suoi toni più scuri. Head, infatti, sceglie di raccontare la violenza del pregiudizio e delle forme più aperte di razzismo in una sorta di fiaba che rappresenta il futuro ideale dei rapporti tra le diverse popolazioni e classi sociali nel Botswana, e non solo. Il romanzo è stato accolto con favore sia dal pubblico che dalla critica.
Le tematiche principali dell'opera di Head sono raccolte nel suo capolavoro, pubblicato nel 1973, A Question of Power (Una questione di potere, 1994), che rappresenta una lucida e dura parabola sul razzismo, sulla discriminazione sessuale, sull'alienazione dovuta all'esilio e sulla religione, attraverso il processo che conduce la protagonista all'esaurimento nervoso.
The Collector of Treasures (La donna dei tesori. Racconti da un villaggio del Botswana, 1987), uscito nel 1977, è una drammatica denuncia degli atteggiamenti di oppressione degli uomini nei confronti di donne e bambini. Head evidenzia questo tema descrivendo il contrasto fra il matrimonio tra Dikeledi, la protagonista, e Garesego, il marito, e il matrimonio  ideale dei vicini Kenalepe e Paul Thebolo. La scrittrice osserva che ci sono due tipi di uomini: quelli che vanno con le loro donne come i cani, spinti dal desiderio carnale, e quelli che si occupano davvero delle donne come esseri umani.
In Tales of Tenderness and Power (1989), che racchiude tre racconti inediti e altri racconti già pubblicati su riviste o in antologie, Head descrive le disuguaglianze fra uomini e donne, il rapporto fra l'individuo e la società in un ambiente africano mitico, il ruolo dei capi nel contesto precoloniale e postcoloniale.
Un aspetto fondamentale della scrittura di Bessie Head è la sua alta qualità espressiva, il suo controllo del mezzo linguistico e dello stile: Head scrive in un inglese limpido e ricco, elegante ma stranamente privo di connotazioni che lo identifichino dal punto di vista geografico e sociale.
Nel dicembre 2003 Bessie Head è stata insignita dell'Order of Ikhamanga,  la più importante  onorificenza sudafricana, per il suo “eccezionale contributo alla letteratura e per l'impegno profuso a favore del cambiamento sociale, della libertà e della pace”.

## Opere principali
- When Rain Clouds Gather, New York, Simon & Schuster; London, Gollancz (1968)
- Maru. London, Gollancz; New York, McCall (1971)
- A Question of Power, London, Heinemann (1974). Edizione italiana: Una questione di potere, trad. di Paola Fattori, Roma, Edizioni Lavoro (1994)
- The Collector of Treasures and Other Botswana Village Tales, Oxford, Heinemann (1977). Edizione italiana: La donna dei tesori. Racconti da un villaggio del Botswana, trad. di Maria Antonietta Saracino, Roma, Edizioni Lavoro (1987)
- Serowe: Village of the Rain Wind, Cape Town, David Philip; London, Heinemann (1981)
- A Bewitched Crossroad: An African Saga, Johannesburg, Ad Donker (1984)
- Tales of Tenderness and Power, ed. Gillian Stead Eilersen, Johannesburg, Ad Donker; Oxford, Heinemann (1989)
- A Woman Alone: Autobiographical Writings, ed. Craig MacKenzie, Oxford, Heinemann (1990)
- A Gesture of Belonging: Letters from Bessie Head, 1965-1979, ed. Randolph Vigne, London, South Africa Writers; Portsmouth, New Hampshire, Heinemann; Johannesburg, Wits University Press (1991)
- The Cardinals. With Meditations and Short Stories, ed. Margaret J Daymond, Cape Town, David Philip (1993)
- Imaginative Trespasser. Letters between Bessie Head, Patrick and Wendy Cullinan 1963-1977, compiled by Patrick Cullinan, with a personal memoir, Johannesburg, Wits University Press; Trenton, New Jersey, Africa World Press (2005)
- Arance e limoni (Oranges and Lemons) in Il vestito di velluto rosso. Racconti di donne sudafricane, trad. di Maria Paola Guarducci, Iesa, Gorée (2006)